# نيكولاس دييز
نيكولاس دييز (بالإسبانية: Nicolás Diez)‏ هو لاعب كرة قدم أرجنتيني في مركز الوسط، ولد في 9 فبراير 1977 في بوينس آيرس في الأرجنتين. شارك مع منتخب الأرجنتين تحت 20 سنة لكرة القدم. أما مع النوادي، فقد لعب مع أرجنتينوس جونيورز وإيفرتون دي فينا ديل مار وديبورتيفو بيريرا وديبورتيفو تاشيرا وفيرو كاريل أويستي ومينيروس دو غويانا ونادي أوهيجينس ونادي راسينغ ونادي غويونيون ويونيون دي سانتا في.

## وصلات خارجية
- نيكولاس دييز على موقع رابطة كرة القدم الفرنسية للمحترفين (الإنجليزية)
- نيكولاس دييز على موقع قاعدة بيانات كرة القدم.إي يو (الإنجليزية)
- نيكولاس دييز على موقع Soccerway.com (الإنجليزية)
- نيكولاس دييز على موقع عالم كرة القدم.نت (الإنجليزية)